# 绕家人
绕家人是居住于贵州都匀县、麻江县的布依族的支系。将近1万绕家人居住在贵州省，多达4千人居住在凯里市西部的麻江县龙山镇属下的六个村。有2,454绕家人居住在麻江南部的都匀县下属的21个村。都匀最大的绕家村寨是垭口村（356人）、坪村（31人）、晓村（215人）、王村（181人）与扎河村（172人）。 大多数绕家村在都很闭塞，从最近的公路进山，需步行几个小时才能到达。
官方对绕家的分类有点混乱，政府没有认可其成为独立的民族，而是将其归入另两个少数民族之内。1991年之前，绕家归入未识别民族，1991年之后，麻江县的绕家被归入瑶族，而其南面相距100公里的都匀绕家，则算为布依族的一部分。 绕家声称多年前由云南省迁移过来。他们认为自己本身为瑶民族的一部分，长期分离后逐渐形成了自己的民族特性。